# Драчеваць-Нинський
Драчеваць-Нинський (хорв. Dračevac Ninski) — населений пункт у Хорватії, у Задарській жупанії у складі громади Поличник.

## Населення
Населення за даними перепису 2011 року становило 280 осіб.
Динаміка чисельності населення поселення:

## Клімат
Середня річна температура становить 14,08 °C, середня максимальна – 28,32 °C, а середня мінімальна – -0,04 °C. Середня річна кількість опадів – 906 мм.
| Клімат поселення                              | Клімат поселення | Клімат поселення | Клімат поселення | Клімат поселення | Клімат поселення | Клімат поселення | Клімат поселення | Клімат поселення | Клімат поселення | Клімат поселення | Клімат поселення | Клімат поселення | Клімат поселення |
| Показник                                      | Січ.             | Лют.             | Бер.             | Квіт.            | Трав.            | Черв.            | Лип.             | Серп.            | Вер.             | Жовт.            | Лист.            | Груд.            |                  |
| Середній максимум, °C                         | 10,84            | 11,92            | 14,62            | 17,77            | 22,29            | 25,97            | 28,32            | 27,76            | 24,00            | 19,58            | 14,02            | 10,99            |                  |
| Середня температура, °C                       | 5,40             | 6,49             | 9,18             | 12,32            | 16,84            | 20,52            | 23,90            | 23,34            | 19,60            | 15,18            | 9,60             | 6,57             |                  |
| Середній мінімум, °C                          | −0,04            | 1,03             | 3,74             | 6,88             | 11,39            | 15,07            | 19,48            | 18,92            | 15,18            | 10,76            | 5,20             | 2,16             |                  |
| Норма опадів, мм                              | 75               | 65               | 68               | 75               | 69               | 58               | 34               | 52               | 101              | 109              | 106              | 94               |                  |
| Середньомісячна швидкість вітру, м/с          | 2.54             | 2.68             | 2.89             | 2.79             | 2.43             | 2.25             | 2.26             | 2.14             | 2.29             | 2.38             | 2.88             | 2.77             |                  |
| Середньомісячна сонячна радіація, кДж/м²·день | 4930             | 7643             | 11303            | 16099            | 20351            | 22388            | 24192            | 21043            | 15462            | 9846             | 5381             | 4232             |                  |
| --------------------------------------------- | ---------------- | ---------------- | ---------------- | ---------------- | ---------------- | ---------------- | ---------------- | ---------------- | ---------------- | ---------------- | ---------------- | ---------------- | ---------------- |
| Джерело:                                      |                  |                  |                  |                  |                  |                  |                  |                  |                  |                  |                  |                  |                  |